# سباق الطريق للشبان في بطولة العالم لسباق الدراجات على الطريق 2019
سباق الطريق للشبان في بطولة العالم لسباق الدراجات على الطريق 2019 هو سباق دراجات هوائية، وهو الموسم رقم 33 من السباق، وأقيم في 26 سبتمبر 2019، وامتدّ لمسافة 148 كيلومتر، وهو أحد سباقات بطولة العالم لسباق الدراجات على الطريق 2019، وقد شارك في السباق  120 متسابقاً.
فاز فيه بالمركز الأول  كوين سيمونز، وبالمركز الثاني  Alessio Martinelli ‏، وبالمركز الثالث  ماغنوس شيفيلد.

## الفرق
| فرق وطنية (41)- فريق أستراليا لسباق الدراجات للرجال تحت 19 سنة‏ - فريق بلجيكا لسباق الدراجات للرجال تحت 19 سنة‏ - فريق البرازيل لسباق الدراجات للرجال تحت 19 سنة‏ - فريق كندا لسباق الدراجات للرجال تحت 19 سنة‏ - فريق تشيلي لسباق الدراجات للرجال تحت 19 سنة‏ - فريق كولومبيا لسباق الدراجات للرجال تحت 19 سنة‏ - فريق كرواتيا لسباق الدراجات للرجال تحت 19 سنة‏ - فريق التشيك لسباق الدراجات للرجال تحت 19 سنة‏ - فريق الدنمارك لسباق الدراجات للرجال تحت 19 سنة‏ - فريق بوليفيا لسباق الدراجات للرجال تحت 19 سنة‏ - فريق إسبانيا لسباق الدراجات للرجال تحت 19 سنة‏ - فريق إستونيا لسباق الدراجات للرجال تحت 19 سنة‏ - فريق فنلندا لسباق الدراجات للرجال تحت 19 سنة‏ - فريق فرنسا لسباق الدراجات للرجال تحت 19 سنة‏ - فريق بريطانيا العظمى لسباق الدراجات على الطريق للرجال تحت 19 سنة‏ - فريق ألمانيا لسباق الدراجات للرجال تحت 19 سنة‏ - فريق جمهورية أيرلندا لسباق الدراجات على الطريق للرجال تحت 19 سنة‏ - فريق إسرائيل لسباق الدراجات للرجال تحت 19 سنة‏ - فريق إيطاليا لسباق الدراجات للرجال تحت 19 سنة‏ - فريق اليابان لسباق الدراجات للرجال تحت 19 سنة‏ - فريق كازاخستان لسباق الدراجات للرجال تحت 19 سنة‏ - فريق لاتفيا لسباق الدراجات للرجال تحت 19 سنة‏ - فريق ليتوانيا لسباق الدراجات للرجال تحت 19 سنة‏ - فريق لوكسمبورغ لسباق الدراجات للرجال تحت 19 سنة‏ - فريق المكسيك لسباق الدراجات للرجال تحت 19 سنة‏ - فريق هولندا لسباق الدراجات على الطريق للرجال تحت 19 سنة‏ - فريق النرويج لسباق الدراجات على الطريق للشبان ‏ - فريق نيوزيلندا لسباق الدراجات للرجال تحت 19 سنة‏ - فريق بولندا لسباق الدراجات للرجال تحت 19 سنة‏ - فريق البرتغال لسباق الدراجات للرجال تحت 19 سنة‏ - فريق جنوب أفريقيا لسباق الدراجات للرجال تحت 19 سنة‏ - فريق روسيا لسباق الدراجات للرجال تحت 19 سنة‏ - فريق سلوفينيا لسباق الدراجات للرجال تحت 19 سنة‏ - فريق صربيا لسباق الدراجات للرجال تحت 19 سنة‏ - فريق سويسرا لسباق الدراجات للرجال تحت 19 سنة‏ - فريق سلوفاكيا لسباق الدراجات للرجال تحت 19 سنة‏ - فريق السويد لسباق الدراجات للرجال تحت 19 سنة‏ - فريق تايلاند لسباق الدراجات للرجال تحت 19 سنة‏ - فريق أوكرانيا لسباق الدراجات للرجال تحت 19 سنة‏ - فريق الأوروغواي لسباق الدراجات للرجال تحت 19 سنة‏ - فريق الولايات المتحدة لسباق الدراجات للرجال تحت 19 سنة‏ |  |
| |  |

## التصنيف العام النهائي
| \| التصنيف العام \| التصنيف العام \| التصنيف العام \| التصنيف العام \| التصنيف العام \| \| العداء \| العداء \| الفريق \| الوقت \| \| \| ------------- \| ------------------------------- \| ---------------------------------------------------------------- \| ------------- \| ------------- \| \| 1 \| كوين سيمونز \| فريق الولايات المتحدة لسباق الدراجات للرجال تحت 19 سنة‏ \| 3 س 38 د 04 ث \| \| \| 2 \| Alessio Martinelli [الإنجليزية]‏ \| فريق إيطاليا لسباق الدراجات للرجال تحت 19 سنة‏ \| + 56 ث \| \| \| 3 \| ماغنوس شيفيلد \| فريق الولايات المتحدة لسباق الدراجات للرجال تحت 19 سنة‏ \| + 1 د 33 ث \| \| \| 4 \| Enzo Leijnse [الإنجليزية]‏ \| فريق هولندا لسباق الدراجات على الطريق للرجال تحت 19 سنة‏ \| + 1 د 33 ث \| \| \| 5 \| Gianmarco Garofoli [الإنجليزية]‏ \| فريق إيطاليا لسباق الدراجات للرجال تحت 19 سنة‏ \| + 1 د 33 ث \| \| \| 6 \| Vegard Stokke‏ \| فريق النرويج لسباق الدراجات على الطريق للشبان [لغات أخرى]‏ \| + 1 د 33 ث \| \| \| 7 \| Alfred George [لغات أخرى]‏ \| فريق بريطانيا العظمى لسباق الدراجات على الطريق للرجال تحت 19 سنة‏ \| + 1 د 45 ث \| \| \| 8 \| Frederik Wandahl [الإنجليزية]‏ \| فريق الدنمارك لسباق الدراجات للرجال تحت 19 سنة‏ \| + 1 د 45 ث \| \| \| 9 \| Jakub Bouček‏ \| فريق التشيك لسباق الدراجات للرجال تحت 19 سنة‏ \| + 1 د 45 ث \| \| \| 10 \| Milan Paulus‏ \| فريق بلجيكا لسباق الدراجات للرجال تحت 19 سنة‏ \| + 1 د 45 ث \| \| |                     |                                                                  |               |  |
| |                     |                                                                  |               |  |
| مصدر: ProCyclingStats |                     |                                                                  |               |  |
| التصنيف العام |                     |                                                                  |               |  |
| العداء | العداء              | الفريق                                                           | الوقت         |  |
| 1 | كوين سيمونز         | فريق الولايات المتحدة لسباق الدراجات للرجال تحت 19 سنة‏           | 3 س 38 د 04 ث |  |
| 2 | Alessio Martinelli ‏ | فريق إيطاليا لسباق الدراجات للرجال تحت 19 سنة‏                    | + 56 ث        |  |
| 3 | ماغنوس شيفيلد       | فريق الولايات المتحدة لسباق الدراجات للرجال تحت 19 سنة‏           | + 1 د 33 ث    |  |
| 4 | Enzo Leijnse ‏       | فريق هولندا لسباق الدراجات على الطريق للرجال تحت 19 سنة‏          | + 1 د 33 ث    |  |
| 5 | Gianmarco Garofoli ‏ | فريق إيطاليا لسباق الدراجات للرجال تحت 19 سنة‏                    | + 1 د 33 ث    |  |
| 6 | Vegard Stokke‏       | فريق النرويج لسباق الدراجات على الطريق للشبان ‏                   | + 1 د 33 ث    |  |
| 7 | Alfred George ‏      | فريق بريطانيا العظمى لسباق الدراجات على الطريق للرجال تحت 19 سنة‏ | + 1 د 45 ث    |  |
| 8 | Frederik Wandahl ‏   | فريق الدنمارك لسباق الدراجات للرجال تحت 19 سنة‏                   | + 1 د 45 ث    |  |
| 9 | Jakub Bouček‏        | فريق التشيك لسباق الدراجات للرجال تحت 19 سنة‏                     | + 1 د 45 ث    |  |
| 10 | Milan Paulus‏        | فريق بلجيكا لسباق الدراجات للرجال تحت 19 سنة‏                     | + 1 د 45 ث    |  |

## وصلات خارجية
- الموقع الرسمي
- لمحة عن سباق سباق الطريق للشبان في بطولة العالم لسباق الدراجات على الطريق 2019 على موقع  ProCyclingStats   (برو  سايكلنج  ستاتس) - إحصاءات  محترفي  الدراجات.
- سباق الطريق للشبان في بطولة العالم لسباق الدراجات على الطريق 2019 على موقع إحصائيات الدراجات الإحترافية (الإنجليزية)